# Osphrantis
Osphrantis là một chi bướm đêm thuộc họ Crambidae.